# Devadasi

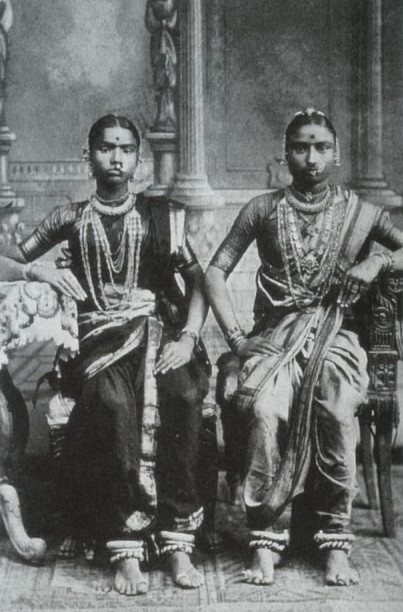
Bayaderas de Chennai, años 1920

Una  devadasi (en sánscrito: 'sirvienta de dios') era una chica de la India del Sur que estaba dedicada a servir y venerar a la deidad de un templo durante toda su vida. La palabra "devadasi" es un término sombrilla que reúne a una gran diversidad de comunidades de mujeres del sur de la India. No todas las llamadas "devadasis" estaban dedicadas a los templos, la gran mayoría participaba en celebraciones populares y en eventos de las cortes. Antes del dominio británico gozaban de un ambiguo rango social. Además de servir a la deidad, entretenían a los fieles con diversos procedimientos, entre ellos, las tradiciones dancísticas que anteceden a la reconstrucción moderna que ahora se conoce como bharatanatyam. También se tiene noticia de que llegaron a ejercer la prostitución. 
Durante el Raj británico, la tradición no podía perdurar[cita requerida]. Solo en teoría ya no existen, tras haber sido proscritas en India desde 1988.